# Lijst van voetbalinterlands Australië - Filipijnen (vrouwen)
Deze lijst van voetbalinterlands is een overzicht van alle officiële voetbalinterlands tussen de nationale vrouwenteams van Australië en de Filipijnen. De landen hebben tot nu toe drie keer tegen elkaar gespeeld.

## Wedstrijden
| № | Plaats          | Datum           | Competitie                          | Wedstrijd              | Uitslag |
| - | --------------- | --------------- | ----------------------------------- | ---------------------- | ------- |
| 1 | Ho Chi Minhstad | 11 oktober 2008 | Vriendschappelijk                   | Australië − Filipijnen | 7 − 0   |
| 2 | Mumbai          | 24 januari 2022 | Aziatisch kampioenschap 2022        | Filipijnen − Australië | 0 − 4   |
| 3 | Perth           | 29 oktober 2023 | Olympische Spelen 2024 kwalificatie | Australië − Filipijnen | 8 − 0   |

## Samenvatting
| Competitie                     | Totaal gespeeld | Winst Australië | Gelijk | Winst Filipijnen | Doelsaldo Australië – Filipijnen |
| ------------------------------ | --------------- | --------------- | ------ | ---------------- | -------------------------------- |
| Olympische Spelen kwalificatie | 1               | 1               | 0      | 0                | 8 − 0                            |
| Aziatisch kampioenschap        | 1               | 1               | 0      | 0                | 4 − 0                            |
| Vriendschappelijk              | 1               | 1               | 0      | 0                | 7 − 0                            |
| Totaal                         | 3               | 3               | 0      | 0                | 19 − 0                           |